# Vestarches
Vestarchēs (in greco βεστάρχης?) era un antico titolo onorifico bizantino in uso dalla fine del X ai primi del XII secolo.
Il termine vestarchēs significa "capo del vestai", un altro gruppo di alti dignitari di corte  Etimologicamente, questi termini sono legati al vestiarion, il guardaroba imperiale, ma nonostante i precedenti tentativi di collegare i vestai/vestarchēs con i funzionari della vestiarion (cf. Bréhier), tale rapporto sembra non essere esistito.
Il termine si trova per la prima volta nel Taktikon dell'Escorial, un elenco di uffici e titoli giudiziali e loro precedenza compilato negli anni 970. Inizialmente, era limitato agli alti eunuchi di corte, ma venne poi assegnato a ufficiali superiori dopo la metà dell'XI secolo. I suoi titolari, inclusi i generali famosi come Michael Bourtzes, Niceforo Melisseno, e forse anche i futuri imperatori bizantini Niceforo Botaneiates e Romano Diogene, ma anche alcuni funzionari giudiziari di grado elevato di Costantinopoli Nella gerarchia di palazzo, venne interposto tra il titolo di magistros e quello di vestes, ma andò svalutandosi con l'inflazione generale dei premi durante gli ultimi decenni dell'XI secolo. Dalla fine del secolo, il nuovo titolo di prōtovestarchēs (in greco: πρωτοβεστάρχης, "primi vestarchēs"), è attestato come assegnato ai giudici e notai. Entrambi i titoli sono in evidenza nei primi anni del XII secolo, ma a quanto pare è caddero completamente in disuso subito dopo.